# Dave Wilcox
David Wilcox (Ontario, 29 settembre 1949 – 19 aprile 2023) è stato un giocatore di football americano statunitense che giocò nel ruolo di linebacker per tutta la carriera con i San Francisco 49ers della National Football League (NFL). Al college giocò a football all'Università dell'Oregon. È stato inserito nella Pro Football Hall of Fame nel 2000.

## Carriera
Wilcox fu scelto nel Draft AFL 1964 dagli Houston Oilers della giovane American Football League e nel terzo giro del Draft NFL 1964 dai San Francisco 49ers, optando per firmare per questi ultimi, passando dal ruolo di end a quello di linebacker.
Durante il periodo 1964-1974, i 49ers ebbero quattro volte un record vincente (1965, 1970, 1971, 1972), raggiungendo i playoff per tre anni consecutivi (1970, 1971, 1972) sotto la direzione del capo-allenatore Dick Nolan. Nel 1970, San Francisco vinse la NFC West con un record di 10-3-1. Nel primo turno di playoff batté i Minnesota Vikings, mentre perse nella finale della NFC coi Dallas Cowboys. L'anno successivo i Niners, grazie alla sesta difesa della lega, vinsero ancora la division con un record di 9-5. Nei playoff batterono i Washington Redskins ma furono ancora eliminati dai Cowboys. Nel 1972, San Francisco vinse la division per il terzo anno consecutivo con un record di 8-5-1, con la nona difesa della lega, venendo eliminati nel primo turno da Dallas. In quei tre anni, Wilcox nel ruolo di linebacker sinistro formò un ottimo gruppo col middle linebacker Frank Nunley e il linebacker destro Skip Vanderbundt.
Nel corso della sua carriera, Wilcox saltò una sola partita e fu convocato per sette Pro Bowl.

## Palmarès
- Convocazioni al Pro Bowl: 7

1966, 1968, 1969, 1970, 1971, 1972, 1973
- First-team All-Pro: 2

1971, 1972
- Second-team All-Pro: 2

1967, 1973
- Pro Football Hall of Fame (classe del 2000)